# カルポブローツス・エドゥリス
カルポブローツス・エドゥリス (学名: Carpobrotus edulis) は、地面を這うように育つ、カルポブローツス属の匍匐 (ほふく) 性植物。多肉質の葉を持つ。南アフリカ原産。通称、ホッテントット・フィグ (コイコイ人のイチジク)、サワーフィグ (英語: sour fig〈酸味の強いイチジク〉)、アイスプラント、ハイウェイ・アイスプラント、ヴィギーなどの名前でも呼ばれている。

## 概要
カルポブローツス・エドゥリスは、地面をおおう絨毯のように広がる、這い性 (はいせい) の多肉植物。季節を問わず成長し、各個体は1年間に1メートル以上シュート (新たに生える茎や枝) を伸ばす。最低でも全長50メートルに成長可能である。葉は、くすんだ緑色または黄緑色。葉身は、わずかに丸みがある楕円で、先端のフチは鋸歯状にギザギザしている。
4月から10月にかけて黄色い花を咲かせる。花の直径は6.4センチメートルから15.2センチメートル。萼 (がく) 片のうち2枚が花弁より長く伸びている。朝になると明るい太陽の光の下で花が開き、夜になると閉じる。花床はくさび形で、小花柄に向かって細くなっていく。果実はいくつかの房に区切られており、熟すと緑色から黄色に変わる。

### 化学的成分
ルチン、ネオヘスペリジン、ヒペロシド、カテキン、フェルラ酸を含むため、抗菌作用を持つ植物である。また、抗酸化作用があるといわれるプロシアニジンやプロペラルゴニジンも含んでいる。

### 近縁種

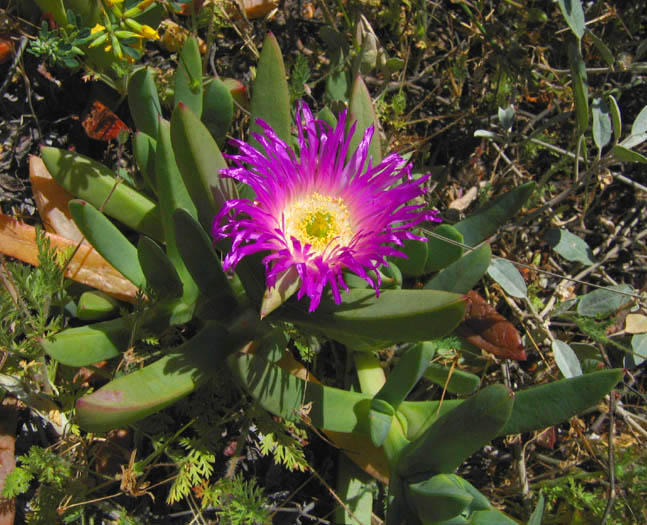
カルポブローツス・キレンシス

より小型で繁殖力も大人しい「カルポブローツス・キレンシス」 (Carpobrotus chilensis、別名シーフィグ) などの近縁種とよく似ており非常に混同しやすい。また、これらの種とは容易に交雑する。しかしカルポブローツス・エドゥリスはその花の黄色と大きさよって、ほとんどの近縁種と判別可能である。カルポブローツス・キレンシスの花は直径3.8センチメートルから6.4センチメートルと小さめで、色は濃いマゼンタ (赤紫色) である。

## 分類
ハマミズナ科 (学名:Aizoaceae, マツバギク科という通称もある) に分類される。約30種あるカルポブローツス (Carpobrotus) 属の植物のうちの1つである。以前はメセンブリアンテマ属 (Mesembryanthemum) に分類されていたため、Carpobrotus edulis (カルポブローツス・エドゥリス) ではなく、Mesembryanthemum edule (メセンブリアンテマ・エドゥリス) と記述されている場合がある。

## 分布と生息
カルポブローツス・エドゥリスの生息地はアフリカ北ケープ州の乾燥地帯ナマクアランドから、西ケープ州、東ケープ州にかけて分布しており、沿岸部や内陸部の斜面に生育する。先駆植物 (パイオニア樹種) として、荒れ地に真っ先に育つ姿がよく見られる。

## 生態
花は単独性ハナバチ、ミツバチ、クマバチ、そして色々な甲虫類 (テントウムシ、カミキリムシなど) によって受粉が行われる。葉はカメの、花はカモシカやヒヒの食料になる。果実を食べるヒヒ、げっ歯類、ヤマアラシ、カモシカが種子を散布する。茂みはカタツムリ、トカゲなどの隠れ家になる。カルポブローツス属植物の群生地でよく見られるアフリカアダー属のヘビや、ケープコブラなどその他のヘビが、果実を目当てにやって来た小型のげっ歯類を待ち伏せする。

### 侵略的外来種としての顔
カルポブローツス・エドゥリスは海を越えて世界各地に帰化している。特にオーストラリア、カリフォルニア、地中海など、気候が似ているいくつかの地域で侵略的外来植物とみなされている。アイスプラントとして栽培されていたものが逸出し、侵略的な外来種として根づいた。単一の植物のみが繁茂する広大な地帯を形成し、生物多様性を低下させている。絶滅が危惧される稀少な植物数種と土壌の栄養、水、光、空間をめぐり直接競合することで深刻な環境問題を引き起こしている。
カルポブローツス・エドゥリスが侵入者として生存競争に打ち勝ったのは、いくつかの重要な適応メカニズムのおかげである。この植物は栄養繁殖 (葉、茎、根などから無性生殖で増えること) で成長する割合が高く、これは成功する外来種によく見られる特徴である。また「表現型の可塑 (かそ) 性」 (Phenotypic plasticity, 環境に合わせて変化する性質) が非常に高く、海のそばの断崖絶壁や養分豊富な森の中など、様々な環境条件に上手く適応できる。こういった可塑性が理由で、特に気候条件の変化が起きた場合に増殖し続けることが懸念されている。 
交雑により、遺伝的多様性と新たな形質を獲得し、適応力をさらに強めている。カルポブローツス・キレンシスのような他のカルポブローツス属とたやすく交雑し遺伝子交換を行うことで、独特の遺伝子の組み合わせを持つ変種や亜種を生み出し、在来植物を淘汰して繁栄した。葉緑体のDNA解析により、カルポブローツス・エドゥリスとカルポブローツス・キレンシスの間には多くの遺伝的な類似点が判明し、この2つの種が共通の祖先を持つ可能性が示唆されている。

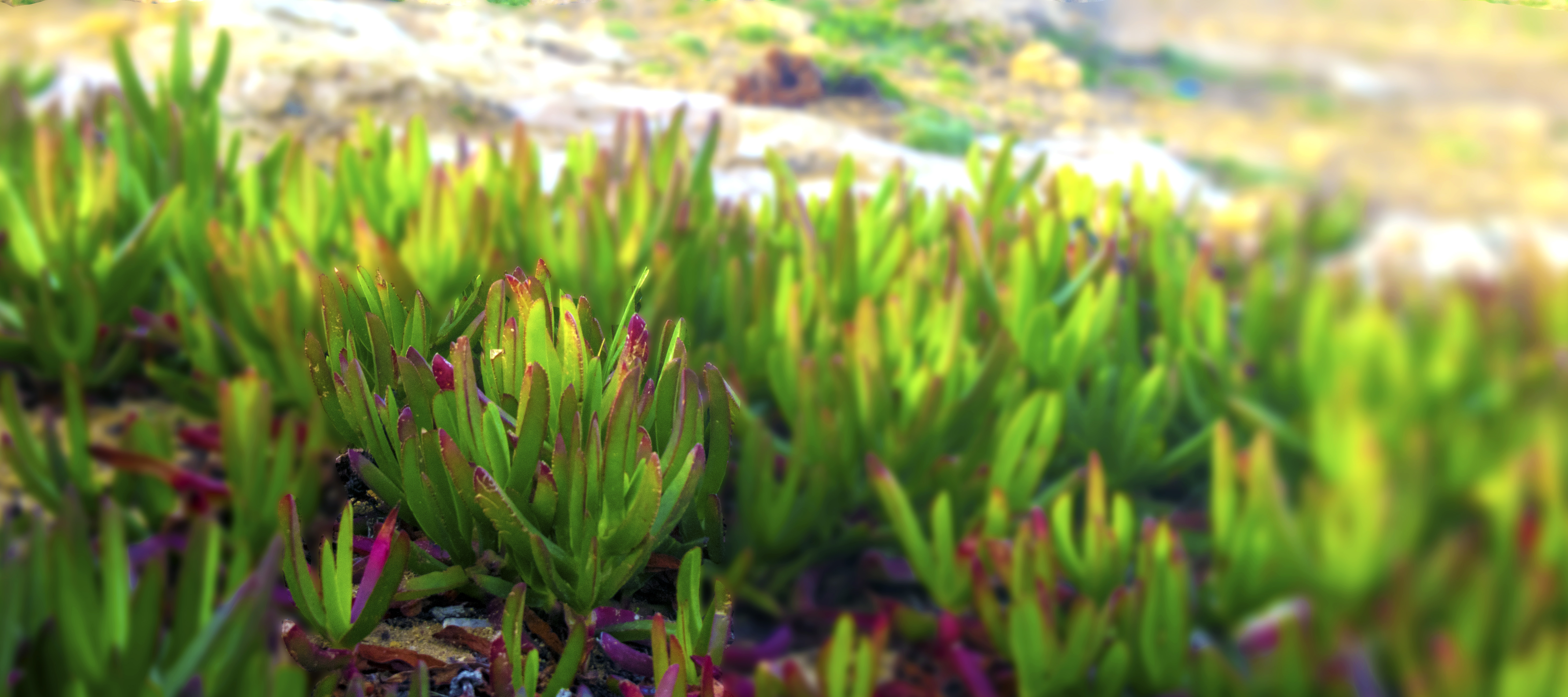
地中海に近いチュニジアビゼルト県アンジェラ岬で。

#### アイルランド
ダウン県の南部と東部 とダブリン州ホウス岬の崖の上で、栽培用のものが逸出し帰化植物となった姿が目撃されている。

#### 地中海
地中海沿岸部では、カルポブローツス属植物が急激に広がり、現在では海岸線の一部を完全に覆っている。同じく外来種であるクマネズミは、排泄物によってカルポブローツス・エドゥリスを含むアイスプラントの繁殖を助けることが知られている。アイスプラントはネズミの食糧源となるため、互いに利益を得る侵略者同士の共生関係が成り立っている。

#### ニュージーランド
ニュージーランドでは、沿岸部にある砂丘の生態系の中でカルポブローツス・エドゥリスのみが繁殖するエリアが発生し、広大な地域を占領している。カルポブローツス・エドゥリスとその交雑種は望ましくない生物とみなされており、国家害虫植物協定 (en:National Pest Plant Accord) に掲載されている。

#### アメリカ合衆国

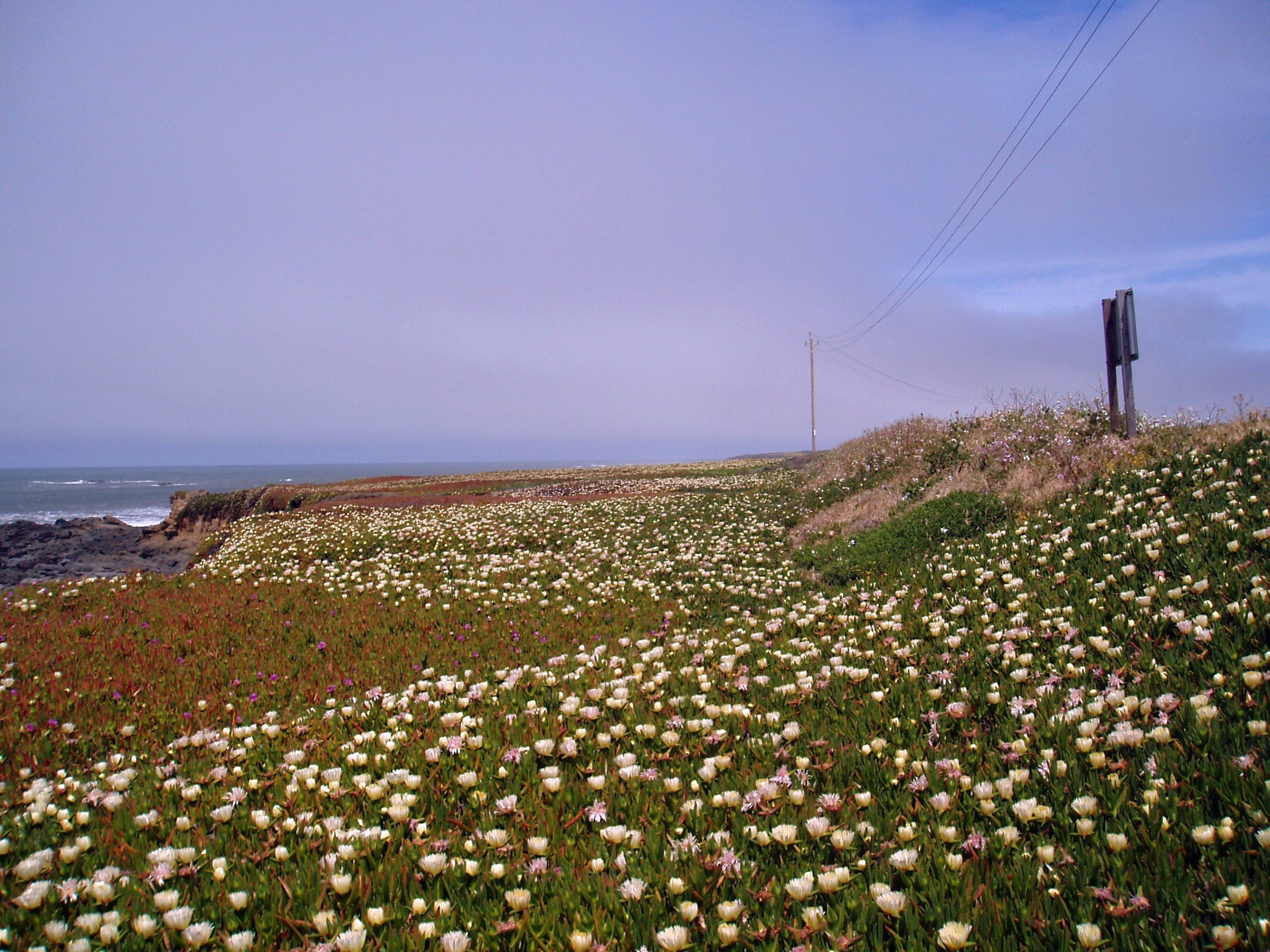
広大な単一種地帯 (monospecific zones) を作り出すアイスプラント

アイスプラントは古くは16世紀から船で渡来していたが、カルポブローツス・エドゥリスが積極的に持ち込まれたのは1900年代初頭であり、砂丘や線路沿いの土壌強化が目的だった。その後、カリフォルニア州交通局 (en:Caltrans) が高速道路の堤防をおおうグラウンドカバーとして採用した。1970年代までに何千エーカーにも及ぶ範囲に植えつけられてきた。種子で簡単に広がり (1つの果実に数百個の種を持つ)、茎や葉からの栄養繁殖でも増える (どのシュートからも根を生やす)。多肉質の葉、明るい黄色の花、海沿いの過酷な環境 (塩分) などにも耐える丈夫さで、園芸種としても好まれた。アイスプラントは、数十年間にわたり観賞植物として広く販売されており、今でも保育園などの花壇に植えられている。アイスプラントの葉は鮮やかな赤色から黄色に変わる。土壌強化のために使われていたものの、実際は海岸侵食を促進し、悪化させる。葉に大量の水分を蓄え、非常に浅く根を張る。雨の多い時期には、その重量が不安定な砂岩の斜面や砂丘に負担を与えて斜面崩壊や地すべりが引き起こされやすくなる。
現在でも高速道路沿い、海岸、軍用基地、その他の様々な場所に豊富に生息している。植えられた場所を越え、前砂丘、砂丘や海岸の灌木が茂る地帯 (scrub)、海岸草原、最近ではチャパラル (en:Chaparral, カリフォルニア州沿岸部などで見られる低木林の形態) の群落にまで侵食している。
カリフォルニア州では、アイスプラントは海浜植物としてユーレカ (Eureka) 北部から、西はメキシコバハ・カリフォルニア州のロザリトにまで及ぶ地域で見ることができる。霜に弱く、沿岸部から遠く離れた内陸や標高150メートル以上の場所では見られない。 
ほとんど一年中花を咲かせ、2月上旬にカリフォルニア南部で咲き始め、カリフォルニア北部で秋に咲き終わる。人の多い場所でも少ない場所でも無関係に、数カ月にわたりその花で風景を彩る。

#### 駆除
アイスプラントを駆除するには、1つ1つを手で抜くか、スキッドステアローダーやトラクターなどの土木作業用機械を用いる。ただし地中の根茎を取り除くことと、再繁殖を防ぐために土の上にマルチング (根おおい) をすることが必要である。茎 (シュート) の組織に水分を多く含んでいるため、草焼きバーナーなどで焼く方法は効果がない。

## 利用
ハマミズナ科に属する他の植物と同じく、果実は食べられる。葉も食べることができる。南アフリカではカルポブローツス・エドゥリスの熟した果実を集め、生のまま食べたり、酸味の強いジャムにしたりする。
カルポブローツス・エドゥリスの異なる顔として、主に南アフリカでは伝統的な薬として使われてきた。真菌や細菌の感染症に対して果実と花を生のままか加熱して食べる。消化器官の不調がある場合に葉を経口摂取する。また喉の痛みには葉の汁でうがいをする。化粧水の基材と葉の汁を混ぜて白癬、アザ、日焼け、唇のひび割れなどの皮膚トラブルに使用することもできる。